# Stereodontopsis pseudorevoluta
Stereodontopsis pseudorevoluta är en bladmossart som beskrevs av Hisatsugu Ando 1963. Stereodontopsis pseudorevoluta ingår i släktet Stereodontopsis och familjen Hypnaceae. Inga underarter finns listade i Catalogue of Life.